# Dusona parva
Dusona parva är en stekelart som beskrevs av Horstmann 2004. Dusona parva ingår i släktet Dusona och familjen brokparasitsteklar. Inga underarter finns listade i Catalogue of Life.